# Сільвія Дердельманн
Сільвія Дердельманн (нім. Sylvia Dördelmann, 7 квітня 1970) — німецька академічна веслувальниця.
Бронзова призерка Олімпійських Ігор 1992 року в складі вісімки.
Срібна призерка Чемпіонату світу 1990 року в складі розпашної четвірки без стернової.